# Худяков, Иван Дмитриевич
Иван Дмитриевич Худяко́в (14 августа 1938, Анчугово, Челябинская область — 30 апреля 2016, Тула) — советский партийный и государственный деятель, российский политик. Общественный деятель. Депутат Государственной думы Федерального Собрания Российской Федерации третьего созыва. Член фракции КПРФ. Член Комитета Госдумы по бюджету и налогам.

## Биография
Иван Дмитриевич Худяков родился 14 августа 1938 года в селе Анчугово Анчуговского сельсовета Уксянского района Челябинской области, ныне деревня входит в Катайский муниципальный округ Курганской области. Отец погиб во время Великой Отечественной войны, старший брат — фронтовик, после окончания Саратовского военного училища, по распределению был направлен в Тульскую воздушно-десантную дивизию.
В 1957 году окончил Тульское суворовское военное училище. После окончания училища работал токарем на Тульском оружейном заводе три месяца, затем был призван на срочную службу в отдельный батальон связи, находившийся в Барановичах. Был избран секретарём комитета комсомола части, принят кандидатом в члены КПСС.
В 1964 году окончил Тульский механический техникум, работал токарем, наладчиком, техником-конструктором на Тульском оружейном заводе.
В 1964—1969 годах — секретарь комитета ВЛКСМ завода.
В 1969—1972 годах — первый секретарь Центрального районного комитета ВЛКСМ г. Тулы.
В 1971 году окончил Тульский политехнический институт.
В 1972—1977 годах — заместитель председателя исполнительного комитета Центрального районного Совета.
В 1976 году окончил Высшую партийную школу при ЦК КПСС.
В 1977—1983 годах — председатель исполнительного комитета Привокзального районного Совета Тулы.
В 1983—1991 годах — первый секретарь Привокзального райкома КПСС.
В 1991—1993 годах — заместитель директора Тульской обувной фабрики.
В 1993 году — председатель Тульского городского Совета народных депутатов. Согласно Указу Президента Российской Федерации от 26 октября 1993 года «О реформе местного самоуправления в Российской Федерации» прекращена деятельность районных и городских Советов.
В 1995 году работал по контракту в Тульском региональном негосударственном пенсионном фонде.
В 1995—1996 годах — заведующий юридическим отделом АО «Комтекс».
В 1996—2002 годах — первый секретарь Тульского обкома КПРФ, избирался членом Центральной контрольно-ревизионной комиссии КПРФ (1997), председатель Тульского регионального отделения НПСР.
В 1996—1999 годах — депутат, заместитель председателя Комитета по законодательству и правовому обеспечению деятельности органов государственной власти и местного самоуправления Тульской областной Думы.
19 декабря 1999 года был избран депутатом Государственной думы Федерального Собрания Российской Федерации III созыва по Щёкинскому одномандатному избирательному округу № 177 Тульской области, выдвигался избирательным объединением КПРФ. За него проголосовали 72438 избирателей (24,44 %). За Н. П. Мальцева — 42568 (14,36 %); остальные 16 кандидатов — от 0,67 % до 7,35 %. Против всех — 46167 (15,58 %).
Был зарегистрирован кандидатом в порядке самовыдвижения на выборы депутатов Государственной думы Федерального Собрания Российской Федерации IV созыва по Щёкинскому одномандатному избирательному округу № 177 Тульской области, снял свою кандидатуру до выборов 7 декабря 2003 года.
В июле 2004 года исключен из КПРФ за участие в альтернативном пленуме.
Член политической партии «Патриоты России».
Был зарегистрирован кандидатом от партии «Патриоты России» на выборы депутатов Государственной думы Федерального Собрания Российской Федерации V созыва от Тульской области. На выборах 2 декабря 2007 года за партию проголосовали 7669 избирателей (1,03 %).
Был зарегистрирован кандидатом от партии «Патриоты России» на выборы депутатов Тульской областной Думы V созыва от региональной группы № 17. На выборах 11 октября 2009 года за партию проголосовали 4309 избирателей (0,80 %).
Был зарегистрирован кандидатом от партии «Патриоты России» на выборы депутатов Государственной думы Федерального Собрания Российской Федерации VI созыва от Тульской области. На выборах 4 декабря 2011 года за партию проголосовали 7442 избирателя (0,81 %).
Иван Дмитриевич Худяков умер вечером 30 апреля 2016 года. Церемония прощания была утром 2 мая 2016 года в храме Благовещения Пресвятой Богородицы города Тулы Тульской области.

## Награды и звания
- Юбилейная медаль «За доблестный труд. В ознаменование 100-летия со дня рождения Владимира Ильича Ленина», 1970 год
- Медаль «Ветеран труда», 1986 год
- Почётный гражданин Тульской области — 16 июля 2007 года подписано постановление Губернатора Тульской области о награждении. За выдающиеся заслуги перед Российской Федерацией и Тульской областью, высокий личный авторитет, многолетний добросовестный труд, большой личный вклад в социально-экономическое развитие Тульской области[5].
- Медаль «Трудовая доблесть» III степени, Тульская область, 2013 год
- Юбилейная медаль «300-летие начала государственного оружейного производства в городе Тула», Тульская область, 2012 год